# اچ‌ام‌اس کیپ‌تاون (دی۸۸)
اچ‌ام‌اس کیپ‌تاون (دی۸۸) (به انگلیسی: HMS Capetown (D88)) یک کشتی بود که طول آن ۴۵۱٫۴ فوت (۱۳۷٫۶ متر) بود. این کشتی در سال ۱۹۱۸ ساخته شد.